# Inner child
Inner child, letterlijk innerlijke kind, is een concept dat gebruikt wordt in de populaire psychologie en dat uitgaat van de aanwezigheid van een kindaspect in de psyche van de mens, als een onafhankelijk werkend systeem. De term wordt meestal gebruikt om te verwijzen naar de subjectieve ervaringen en overgebleven affecten van de kindertijd.
De oorspronkelijke theorie is beschreven in het boek Ik ben o.k., jij bent o.k. van Thomas Anthony Harris en is gebaseerd op de Transactionele Analyse van psycholoog Eric Berne die het Ouder-, Volwassene- en Kind-Ego gebruikte als metaforen van wisselwerking tussen mensen. In het geval van Berne beschrijft het dus een metafoor en niet een systeem in onze hersenen.
Er zijn veel theorieën die het populair psychologische inner child benaderen. Zo beschreef Carl Jung een vergelijkbaar concept dat hij Goddelijke Kind noemde. Charles Whitfield bedacht de theorie het Kind van Binnen en verder wordt de term Ware Zelf vaak gebruikt. De Amerikaanse leider in de zelfhulpbeweging John Bradshaw beschreef zijn concept van het Verwonde Innerlijke Kind. Het Inner child valt binnen het concept van werken met delen.